# Melodinus khasianus
Melodinus khasianus är en oleanderväxtart som beskrevs av Joseph Dalton Hooker. Melodinus khasianus ingår i släktet Melodinus och familjen oleanderväxter. Inga underarter finns listade i Catalogue of Life.